# Mentheda

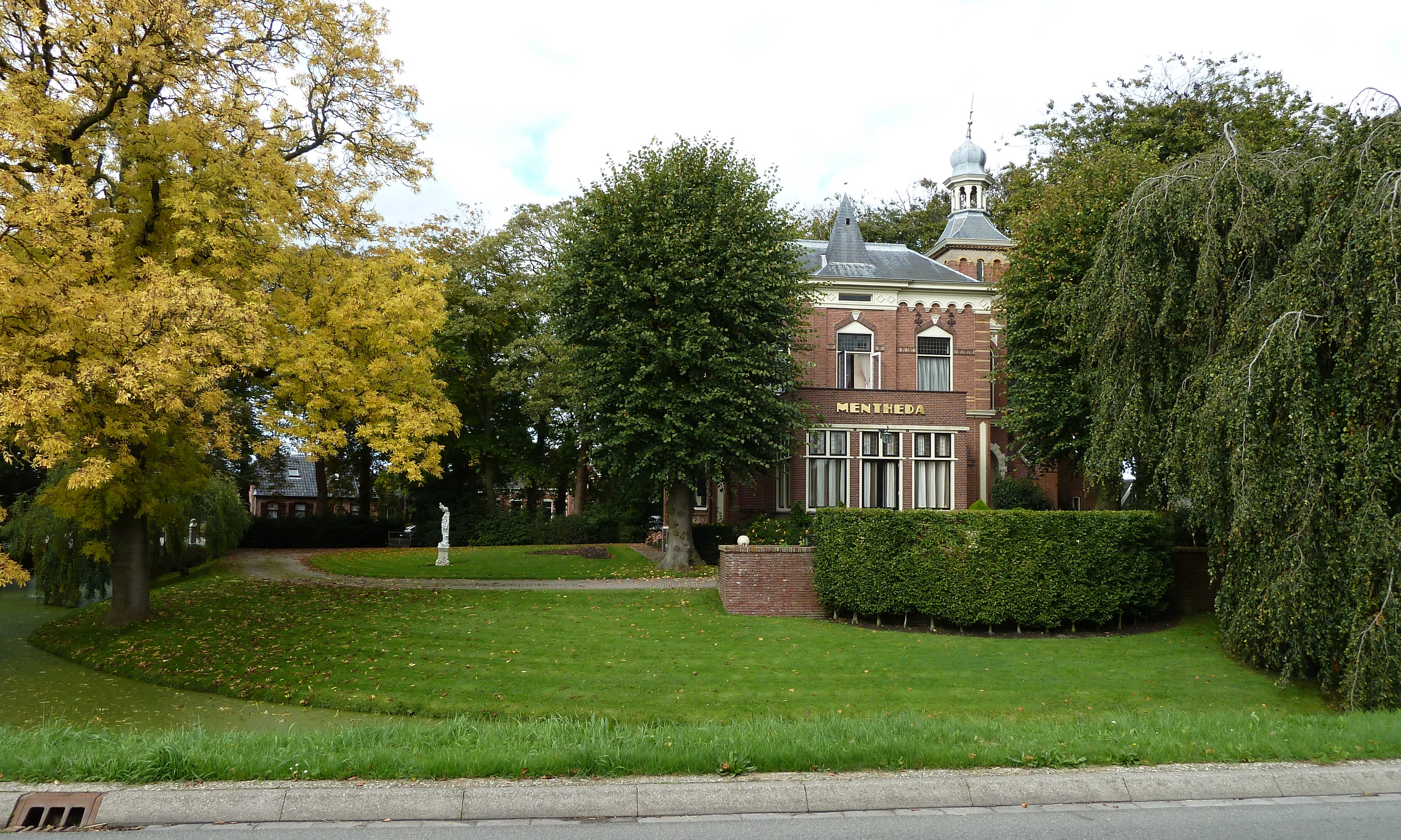
Villa Mentheda

Mentheda is een villa aan de Menthedalaan 5  te  Middelstum  (Eemsdelta), Groningen. Villa Mentheda is in 1905 gebouwd tegenover het borgterrein (de vroegere borg Mentheda) en is een rijksmonument.